# Broadway Presbyterian Church

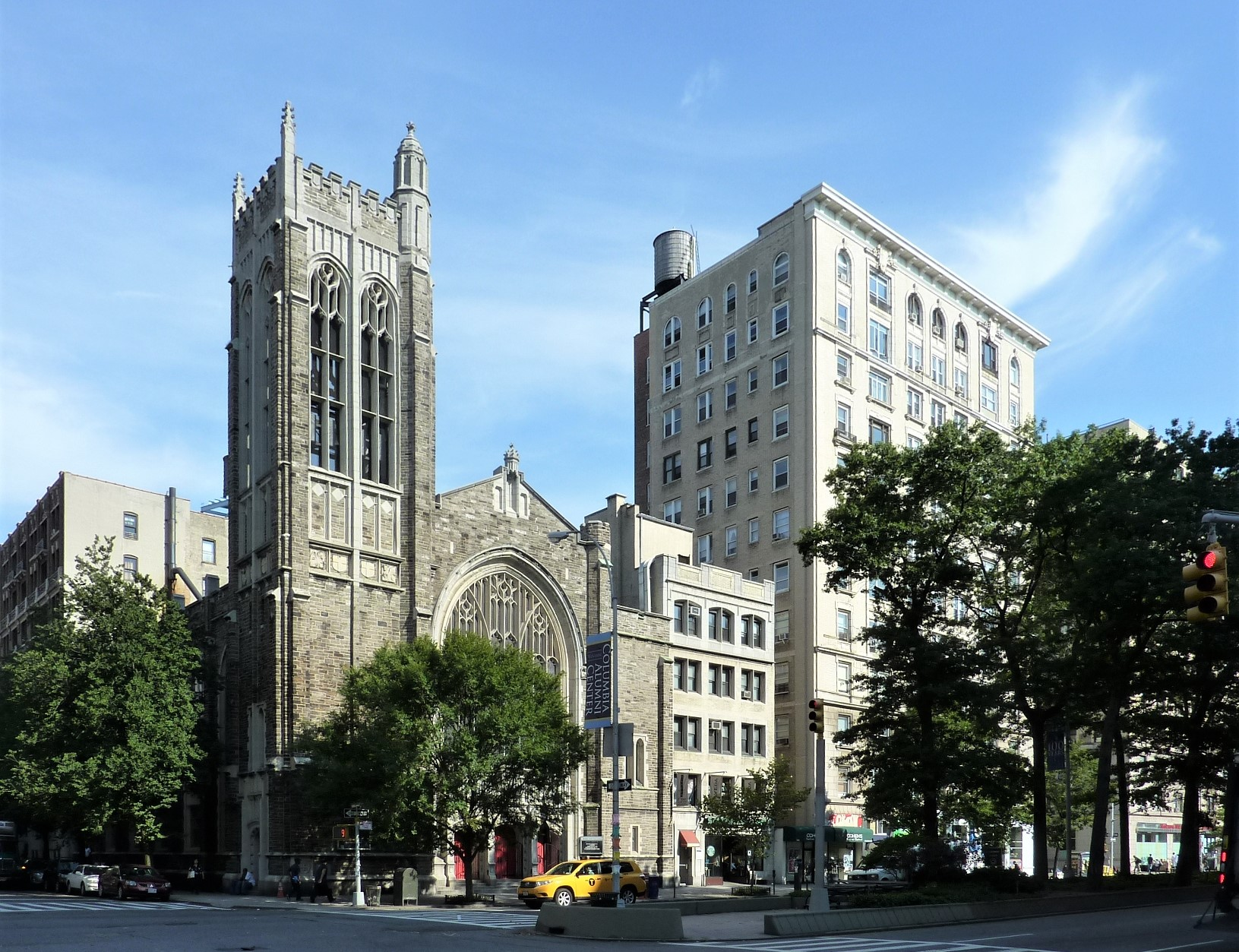
Die Broadway Presbyterian Church

Die Broadway Presbyterian Church ist ein Kirchengebäude der Presbyterian Church (U.S.A.) im New Yorker Stadtteil Morningside Heights in Manhattan. Es befindet sich an der Ecke Broadway und 114th Street gegenüber der Columbia University. Das Kirchengebäude wurde als Teil des Morningside Heights Historic District im Jahr 2017 durch die Landmarks Preservation Commission der Stadt New York City unter Denkmalschutz gestellt.

## Geschichte
Die heutige Kirchengemeinde geht zurück auf das Jahr 1822, als zehn Gründungsmitglieder im Stadtteil Greenwich Village die Gemeinde gründeten. Die Kirchengemeinde nannte sich ab 1825 offiziell Bleecker Street Presbyterian Church. In den 1850er Jahren zog die Gemeinde in ein neues Kirchengebäude an der Ecke Fourth Avenue und 22nd Street um und wurde zur Fourth Avenue Presbyterian Church umbenannt. Im Jahr 1910 kaufte die Gemeinde das Grundstück an der 114th Street und zwei Jahre später wurde der Grundstein für die spätere Broadway Presbyterian Church gelegt. Der erste Gottesdienst im heutigen Kirchengebäude fand am 10. November 1912 statt. Die Kirche im neugotischen Stil ist mit sogenanntem Manhattan-Schiefer und Kalkstein verkleidet. Der repräsentative Glockenturm befindet sich an der südwestlichen Ecke. Der Entwurf stammte von dem Architekten Louis E. Jallade, der im Jahr 1932 auch die Metropolitan-Duane United Methodist Church im Greenwich Village nach dem Vorbild der Broadway Presbyterian Church entwerfen sollte.